# Нечистые деньги
«Нечистые (Грязные) деньги» — документальный сериал Netflix, созданный Алексом Гибни и посвященный случаям коррупции и мошенничества с ценными бумагами. Первый сезон вышел 26 января 2018 года. Второй сезон вышел 11 марта 2020 года.

## Список эпизодов
| Сезон | Серии | Серии | Даты показа    | Даты показа    |
| ----- | ----- | ----- | -------------- | -------------- |
| 1     | 6     | 6     | 26 января 2018 | 26 января 2018 |
| 2     | 6     | 6     | 11 марта 2020  | 11 марта 2020  |

### Сезон 1 (2018)
| № общий                             | № в сезоне | Название                                         | Режиссёр          | Дата премьеры  |
| ----------------------------------- | ---------- | ------------------------------------------------ | ----------------- | -------------- |
| 1                                   | 1          | «Hard NOX» «Скажем оксидам азота «нет»»          | Алекс Гибни       | 26 января 2018 |
| Дело Фольксваген.                   |            |                                                  |                   |                |
| 2                                   | 2          | «Payday» «День платежа»                          | Джесси Мосс       | 26 января 2018 |
| Скотт Такер и его кредитная империя |            |                                                  |                   |                |
| 3                                   | 3          | «Drug Short» «Лекарства на понижение»            | Эрин Ли Карр      | 26 января 2018 |
| Компания Valeant Pharmaceuticals.   |            |                                                  |                   |                |
| 4                                   | 4          | «Cartel Bank» «Банк-картель»                     | Кристи Джейкобсон | 26 января 2018 |
| HSBC и его связь с Картелем Синалоа |            |                                                  |                   |                |
| 5                                   | 5          | «The Maple Syrup Heist» «Кража кленового сиропа» | Брайан Макгинн    | 26 января 2018 |
| Контрабанда кленового сиропа        |            |                                                  |                   |                |
| 6                                   | 6          | «The Confidence Man» «Мистер Уверенность»        | Фишер Стивенс     | 26 января 2018 |
| Дональд Трамп                       |            |                                                  |                   |                |

### Сезон 2 (2020)
| № общий              | № в сезоне | Название                                       | Режиссёр                     | Дата премьеры |
| -------------------- | ---------- | ---------------------------------------------- | ---------------------------- | ------------- |
| 7                    | 1          | «The Wagon Wheel» «Под колесами «Уэллс Фарго»» | Дэн Краусс                   | 11 марта 2020 |
| Wells Fargo.         |            |                                                |                              |               |
| 8                    | 2          | «The Man at the Top» «Правительство»           | Закари Хайнцерлинг           | 11 марта 2020 |
| Наджиб Тун Разак     |            |                                                |                              |               |
| 9                    | 3          | «Slumlord Millionaire» «Миллионер из трущоб»   | Дэниел Димауро и Морган Пеме | 11 марта 2020 |
| Джаред Кушнер        |            |                                                |                              |               |
| 10                   | 4          | «Dirty Gold» «Грязное золото»                  | Стивен Мейнг                 | 11 марта 2020 |
| Оборот золота в США  |            |                                                |                              |               |
| 11                   | 5          | «Guardians, Inc.» «Корпорация "Защитники"»     | Кёко Миякэ                   | 11 марта 2020 |
| Защита пожилых людей |            |                                                |                              |               |
| 12                   | 6          | «Point Comfort» «Поинт-Комфорт»                | Маргарет Браун               | 11 марта 2020 |
| город Пойнт-Комфорт  |            |                                                |                              |               |

## Примечание
1. ↑  Moore, Kasey. A‘Dirty Money’ Season 2: March 2020 Release Date & Effects from First Season (12 января 2020). Дата обращения: 5 июля 2021. Архивировано 11 июля 2021 года.